# Bresaola

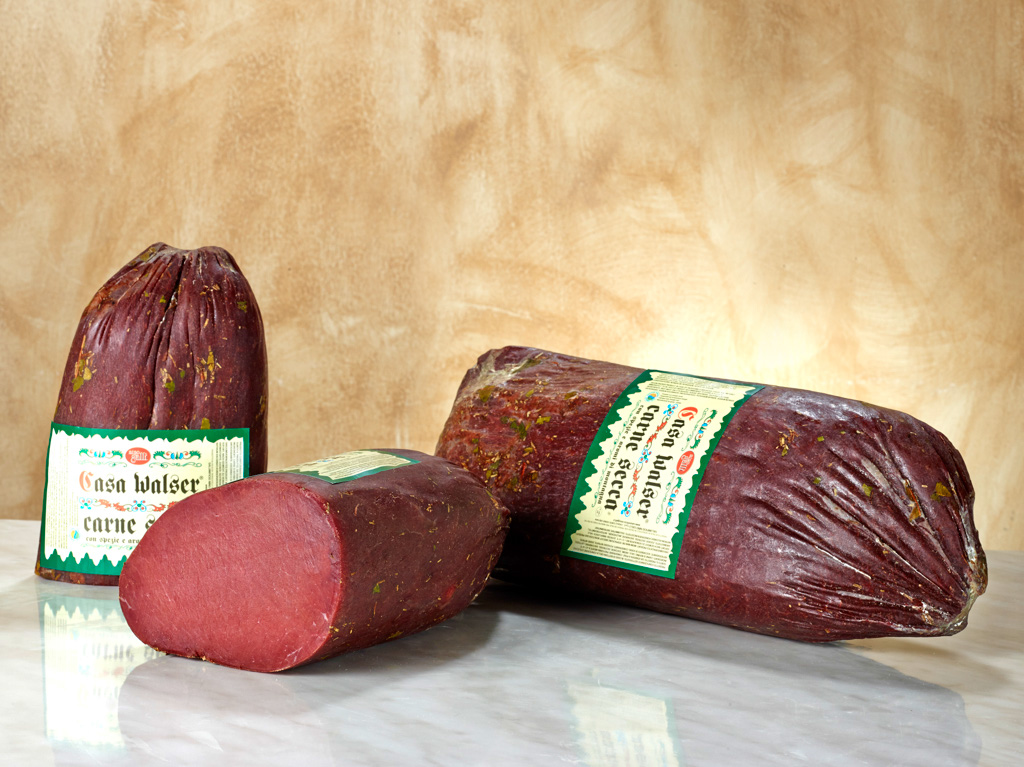
Bresaola della Valtellina (PGI/IGP).

La bresaola es un fiambre consistente en finas lonchas de carne de ternera curada durante dos o tres meses, desde su etapa cruda, en la que es oscura, hasta que toma un color púrpura. Tiene su origen en el valle de Valtellina al norte de Italia, en la región de Lombardía, en las comarcas cercanas de los Alpes. Se toma como antipasto con aceite de oliva y zumo de limón. 
La denominación Bresaola della Valtellina es una indicación geográfica protegida ante la Unión Europea, desde 1996. A nivel internacional, cuenta con registro, conforme al Sistema de Lisboa, ante la Organización Mundial de la Propiedad Intelectual, desde el 23 de octubre de 2014.